# Hengam
Hengam (perz. هنگام) je otok smješten u Hormuškom tjesnacu odnosno iranskoj pokrajini Hormuzgan. Od najvećeg iranskog otoka Kešma udaljen je oko 2 km, a zajedno zatvaraju Dajrestanski zaljev. Najveće naselje na otoku je Bandar-e Hengam, gradić smješten na krajnjem sjeveru. Gospodarstvo otoka orijentirano je na ribarstvo, spužvarstvo i proizvodnju soli, a u blizini otoka nalazi se naftno polje s kojeg se proizvodi 30.000 barela nafte dnevno.

## Poveznice
- Kešm
- Perzijski zaljev
- Popis iranskih otoka